# FA Minute Book
O Football Association 1863 Minute Book, mais conhecido simplesmente por FA Minute Book, é um livro histórico que traz as primeiras 13 regras do Futebol. O manual tem, ainda, referências às primeiras reuniões dos dirigentes federativos, documentos relativos à criação da Taça da Inglaterra (a mais antiga competição oficial da modalidade) e dados sobre a organização do primeiro jogo internacional, entre as seleções da Inglaterra e da Escócia.
O documento, avaliado em 2,5 milhões de libras esterlinas (cerca de 3,9 milhões de dólares), foi escrito em 1863 por Ebenezer Cobb Morley, ex-primeiro secretário da Football Association. Ela  marca o momento em que o futebol e o hugby começaram a percorrer caminhos diferentes, a ponto de hoje serem duas modalidades completamente distintas.
Em 2013, em comemoração aos 150 anos, o livro foi exposto, de 21 de agosto a 17 de dezembro, na Biblioteca de Londres.

## História da criação livro
No dia 26 de outubro de 1863, Ebenezer Cobb Morley se reuniu com representantes de 12 clubes ingleses para delinear as Regras do Futebol, no encontro que definiria o nascimento do futebol.
Quarenta e quatro dias depois, o futebol nascia graças a esse pequeno livro, publicado com 13 determinações básicas para a prática do esporte.
As Regras de Cambridge foram formuladas a partir de um encontro entre representantes das escolas de Eton, Harrow, Rugby, Shrewsbury e Winchester. Era a tentativa de unificar o jogo através da conciliação de suas peculiaridades. Foi a partir da revisão das Regras de Cambridge, interligadas com as de Sheffield, que a Football Association determinou o seu próprio jogo.
A primeira versão das Regras do Jogo trazia definições genéricas sobre o futebol. Delimitava o tamanho do campo, as infrações e as saídas de jogo. Pregos e placas de ferro estavam vetados das chuteiras. E as maiores diferenças para o esporte atual estavam no impedimento e no uso das mãos. Qualquer jogador do mesmo time à frente da linha da bola estava impedido, o que tornava os passes em progressão impossíveis. Além disso, o goleiro não existia e qualquer jogador poderia agarrar a bola no alto – ganhando uma cobrança de tiro livre se fizesse isso.